# Klášter svaté Marie (Paříž)
Klášter svaté Marie (francouzsky Abbaye Sainte-Marie), též nazývaný klášter Source (abbaye de la Source) podle názvu ulice je benediktinské opatství v Paříži. Nachází se na Rue de la Source č. 3 v 16. obvodu. Klášter obývá kongregace Solesmes, jedna z kongregací benediktinského řádu založená roku 1837.

## Historie
Klášter byl založen v roce 1893 jako převorství a v roce 1925 byl povýšen na opatství.